# Сверхъестественное (2-й сезон)
Второй сезон американского мистического телесериала «Сверхъестественное», созданного Эриком Крипке, премьера которого состоялась на канале The CW 28 сентября 2006 года, а заключительная серия вышла 17 мая 2007 года, состоит из 22 серий.
Сериал повествует о двух братьях — охотниках за нечистью, которые путешествуют по Соединённым Штатам Америки на чёрной Chevrolet Impala 1967 года, расследуя паранормальные явления, многие из которых основаны на городских легендах и фольклоре, а также сражаются с порождениями зла: демонами, призраками и другой нечистью.

## В ролях

### Главные актёры
- Джаред Падалеки — Сэм Винчестер и Мэг Мастерс;
- Дженсен Эклс — Дин Винчестер.

### Приглашенные актёры
- Эмбер Бенсон — Ленора;
- Джим Бивер — Бобби Сингер;
- Стерлинг К. Браун — Гордон Уолкер;
- Кэтрин Изабель — Эва Уилсон;
- Фредрик Лене — Азазель;
- Чед Линдберг — Эш;
- Линдси Маккеон — Тесса и Азазель;
- Джеффри Дин Морган — Джон Винчестер;
- Тай Олссон — Эли;
- Эдрианн Палики — Джессика Мур;
- Саманта Смит — Мэри Винчестер;
- Ричард Спейт-мл. — Трикстер (Габриэль);
- Гэбриел Тайгерман — Эндрю Галлахер;
- Алона Таль — Джо Харвелл;
- Чарльз Малик Уайтфилд — агент ФБР Виктор Хенриксен;
- Саманта Феррис — Эллен Харвелл;
- Триша Хелфер — Молли;
- Элдис Ходж — Джейк Талли.

## Список эпизодов
| № общий | № в сезоне | Название                                                               | Режиссёр         | Автор сценария                                           | Дата премьеры    | Зрители в США (млн) |
| --- | ---------- | ---------------------------------------------------------------------- | ---------------- | -------------------------------------------------------- | ---------------- | ------------------- |
| 23 | 1          | «Когда придёт мой смертный час» «In My Time of Dying»                  | Ким Мэннерс      | Эрик Крипке                                              | 28 сентября 2006 | 3,93                |
| В результате аварии Винчестеры оказываются в больнице. Дин находится в коме, а жнец смерти уже прибыл, чтобы забрать его душу. В то время как Сэм тщетно пытается отыскать способ помочь брату, Джон вызывает желтоглазого демона и заключает с ним сделку, условием которой является жизнь Дина. Но какова её цена?                                                                                                  |            |                                                                        |                  |                                                          |                  |                     |
| 24 | 2          | «Все любят клоуна» «Everybody Loves a Clown»                           | Фил Сгриккиа     | Джон Шибан                                               | 5 октября 2006   | 3,34                |
| Сэм и Дин сжигают тело отца и отправляются в Небраску, где знакомятся с друзьями Джона — Эллен Харвелл, Эшем и Джо. Эллен просит братьев помочь разобраться в одном деле, и они соглашаются. Винчестеры сталкиваются с существом под названием ракшас, в костюме клоуна являющимся детям, чтобы те впустили его в дом, где он убивает их родителей.                                                                   |            |                                                                        |                  |                                                          |                  |                     |
| 25 | 3          | «Жажда крови» «Bloodlust»                                              | Роберт Сингер    | Сера Гэмбл                                               | 12 октября 2006  | 3,78                |
| Сэм и Дин встречают Гордона Уолкера — охотника на вампиров. Сэм узнаёт, что эти вампиры не причиняют вреда людям и выживают за счёт крови рогатого скота. Он защищает вампиров от Гордона, которому не терпится их всех истребить. Дин, находясь между двух огней, должен сделать нелёгкий выбор, кому помочь: брату — спасти вампиров и здравый смысл, или Гордону — убить их, как положено охотникам.               |            |                                                                        |                  |                                                          |                  |                     |
| 26 | 4          | «Трупы детям не игрушка» «Children Shouldn’t Play with Dead Things»    | Ким Мэннерс      | Раель Такер                                              | 19 октября 2006  | 3,29                |
| Сэм и Дин знакомятся со студентом по имени Нил, который, используя некромантию, вернул к жизни свою возлюбленную Анжелу, погибшую в результате автомобильной аварии. Но никто не предполагал, что Анжела станет разозлённым зомби, убивающим на своём пути всех, кто её когда-то обидел. |            |                                                                        |                  |                                                          |                  |                     |
| 27 | 5          | «Саймон приказал» «Simon Said»                                         | Тим Лакофано     | Бен Эдлунд                                               | 26 октября 2006  | 3,65                |
| Сэма снова посещают видения, и, чтобы предотвратить убийства, братья Винчестеры направляются в Оклахому. Они подозревают парня по имени Энди Галлахер, способного управлять чужим сознанием и заставлять людей делать то, что он хочет. Однако оказывается, что у Энди есть брат, обладающий такими же способностями, и Сэму с Дином предстоит выяснить, кто именно стоит за преступлениями.                          |            |                                                                        |                  |                                                          |                  |                     |
| 28 | 6          | «Выхода нет» «No Exit»                                                 | Ким Мэннерс      | Мэтт Виттен                                              | 2 ноября 2006    | 3,38                |
| Братья Винчестеры расследуют похищения блондинок, живущих в одном доме, за которыми стоит злобный призрак серийного убийцы. Джо, сбежав из дома, присоединяется к Винчестерам и случайно попадает в ловушку призрака. Когда Эллен узнаёт, что Джо доверила свою жизнь Винчестерам, то очень злится и рассказывает кое-что из тёмного прошлого их отца, о чём Сэм и Дин даже не подозревали.                           |            |                                                                        |                  |                                                          |                  |                     |
| 29 | 7          | «Обычные подозреваемые» «The Usual Suspects»                           | Майк Рол         | Катрин Хамприс                                           | 9 ноября 2006    | 3,19                |
| Сэм и Дин расследуют убийства полицейского и его жены, но случайно попадаются, и полиция арестовывает братьев, предъявив обвинения ещё в нескольких преступлениях. Дин пытается доказать их с братом невиновность и рассказывает, что в убийствах повинен мстительный дух убитой девушки. Жизнь Дина зависит от того, поверят ли в это детективы.                                                                     |            |                                                                        |                  |                                                          |                  |                     |
| 30 | 8          | «Блюз на перекрёстке» «Crossroad Blues»                                | Стив Бойум       | Сера Гэмбл                                               | 16 ноября 2006   | 3,16                |
| Братья Винчестеры, расследуя очередную серию таинственных смертей, выясняют, что их причиной стали сделки с демоном. Люди продавали свои души демону взамен на славу, талант, жизнь любимых, и когда срок сделки подходил к концу, их жестоко убивали. Пытаясь заманить демона в ловушку, Дин сам попадает в такую ситуацию, когда ему приходится бороться с желанием продать собственную душу, чтобы вернуть отца.   |            |                                                                        |                  |                                                          |                  |                     |
| 31 | 9          | «Кроатон» «Croatoan»                                                   | Роберт Сингер    | Джон Шибан                                               | 7 декабря 2006   | 3,12                |
| Сэма посещает новое видение, и братья отправляются в Ривергроув. Оказывается, город заражён странным демоническим вирусом, заставляющим жителей заражать друг друга. Сэм случайно заражается тоже, и Дин, несмотря на уговоры брата скорее уезжать, остаётся с ним. Чувствуя, как мало у них осталось времени, Дин рассказывает Сэму кое-что о том, что перед смертью сказал ему отец.                                |            |                                                                        |                  |                                                          |                  |                     |
| 32 | 10         | «Жертва» «Hunted»                                                      | Рэйчел Талалэй   | Раель Такер                                              | 11 января 2007   | 3,24                |
| Дин рассказывает Сэму, что сказал ему отец перед смертью, и младший Винчестер отправляется на поиски «особенных детей» — людей, обладающих такими же паранормальными способностями, как и он сам. Сэм встречает Эву Уилсон, которая рассказывает, что видела его смерть и отыскала его, чтобы предупредить. Тем временем Гордон начинает охоту на экстрасенсов, и Дин должен забыть свои обиды и успеть спасти брата. |            |                                                                        |                  |                                                          |                  |                     |
| 33 | 11         | «Игрушки» «Playthings»                                                 | Чарльз Бисон     | Мэтт Виттен                                              | 18 января 2007   | 3,44                |
| Сэм и Дин расследуют серию загадочных смертей в старинном отеле. Братья выясняют, что дни старинного здания сочтены, так как отель купила некая компания и собирается его снести. Возможно, здесь замешана чёрная магия вуду, а, может, кто-то просто не хочет покидать отель. |            |                                                                        |                  |                                                          |                  |                     |
| 34 | 12         | «Ночной оборотень» «Night Shifter»                                     | Фил Сгриккиа     | Бен Эдлунд                                               | 25 января 2007   | 3,42                |
| Братья Винчестеры расследуют серию ограблений банков и ювелирных магазинов. Во всех случаях сотрудник учреждения совершал ограбление, а затем кончал жизнь самоубийством. Сэм и Дин приходят к выводу, что имеют дело с оборотнем. Расследование осложняется тем, что появляется агент ФБР Хенриксен, имеющий против Винчестеров ряд серьёзных обвинений.                                                             |            |                                                                        |                  |                                                          |                  |                     |
| 35 | 13         | «Небеса обетованные» «Houses of the Holy»                              | Ким Мэннерс      | Сера Гэмбл                                               | 1 февраля 2007   | 3,37                |
| Цепь загадочных убийств приводит братьев в Провиденс. Убийцы утверждают, что им явился ангел и приказал исполнить волю Божью. Дин с иронией воспринимает их рассказы, твёрдо полагая, что никаких ангелов не существует. Он рассказывает брату, почему так скептически относится к ангелам, а Сэм признаётся, почему он так хочет в них верить.                                                                       |            |                                                                        |                  |                                                          |                  |                     |
| 36 | 14         | «Рождённый под дурным знаком» «Born Under a Bad Sign»                  | Дж. Миллер Тобин | Катрин Хамприс                                           | 8 февраля 2007   | 2,84                |
| Сэм загадочно пропадает на целую неделю. Дин находит брата всего в крови и без единого воспоминания о том, что с ним было. Расследование Винчестеров открывает страшную правду, и то, что натворил Сэм, ужасает братьев. На самом ли деле он виноват в тех преступлениях, которые совершил? И был ли это он? Хватит ли Дину мужества сделать то, о чём просил его отец?                                               |            |                                                                        |                  |                                                          |                  |                     |
| 37 | 15         | «Небылицы» «Tall Tales»                                                | Брэдфорд Мэй     | Джон Шибан                                               | 15 февраля 2007  | 3,03                |
| Рассорившись из-за сущей ерунды, братья не в состоянии расследовать серию загадочных смертей на территории колледжа, поэтому они звонят Бобби и просят о помощи. Выслушав истории Дина и Сэма, Бобби быстро смекает, что к чему, и кто на самом деле виноват в преступлениях и в глупой ссоре братьев Винчестеров. |            |                                                                        |                  |                                                          |                  |                     |
| 38 | 16         | «Дорожные убийства» «Roadkill»                                         | Чарльз Бисон     | Раель Такер                                              | 15 марта 2007    | 3,52                |
| Сэм и Дин пытаются помочь попавшей в аварию женщине по имени Молли, за которой охотится призрак сбитого машиной фермера, обитающий на шоссе. На расследование у Винчестеров есть время только до рассвета. Дело осложняется тем, что на дороге обитает не один призрак, а два. |            |                                                                        |                  |                                                          |                  |                     |
| 39 | 17         | «Сердце» «Heart»                                                       | Ким Меннерс      | Сера Гэмбл                                               | 22 марта 2007    | 3,38                |
| Сэм и Дин расследуют убийства в Сан-Франциско, к которым явное отношение имеют нападения вервольфа. Оборотнем оказывается девушка по имени Мэдисон. Братья пытаются помочь ей излечиться от этой «болезни». Сэм вспоминает способ, о котором рассказывал когда-то отец, и отчаянно надеется, что он поможет. |            |                                                                        |                  |                                                          |                  |                     |
| 40 | 18         | «Голливудский Вавилон» «Hollywood Babylon»                             | Фил Сгриккиа     | Бен Эдлунд                                               | 19 апреля 2007   | 3,25                |
| Братья Винчестеры прибывают в Голливуд, где проходят съёмки фильма ужасов. На съёмочной площадке от рук призраков начинают гибнуть люди. Сэм и Дин не понимают, почему духи решили начать мстить столько лет спустя. |            |                                                                        |                  |                                                          |                  |                     |
| 41 | 19         | «Блюз Фолсомской тюрьмы» «Folsom Prison Blues»                         | Майк Рол         | Джон Шибан                                               | 26 апреля 2007   | 3,33                |
| Сэм и Дин, желая помочь другу их отца, позволяют полиции себя арестовать, чтобы расследовать загадочные смерти заключённых в тюрьме. Всё идёт гладко, и план побега уже готов, но дело осложняется, когда появляется агент ФБР Хенриксен, давно жаждущий встретиться с Винчестерами лично. |            |                                                                        |                  |                                                          |                  |                     |
| 42 | 20         | «Что есть и чему никогда не бывать» «What Is and What Should Never Be» | Эрик Крипке      | Раель Такер                                              | 3 мая 2007       | 3,11                |
| На Дина нападает джинн, и Винчестер обнаруживает себя в новой реальности, где они с Сэмом никогда не охотились, пожара в их доме никогда не было, и их мама, Мэри, жива. Зато мертвы сотни людей, которых Винчестеры спасли, будучи охотниками. Таинственная девушка в белом хранит ключ к разгадке этой тайны. Хватит ли Дину мужества вырвать себя из мира грёз, в котором ему так хочется остаться?                |            |                                                                        |                  |                                                          |                  |                     |
| 43 | 21         | «Врата ада, часть 1» «All Hell Breaks Loose, Part 1»                   | Роберт Сингер    | Сера Гэмбл                                               | 10 мая 2007      | 2,90                |
| Демон похищает Сэма и других «особенных детей» и переносит их в населённый призраками город в Южной Дакоте, где они по одному погибают, а оставшиеся будут сражаться друг с другом — победитель возглавит армию демона в грядущей войне. Сэм смертельно ранен. Эш сообщает Дину, что нашёл что-то важное, но не успевает ему рассказать.                                                                              |            |                                                                        |                  |                                                          |                  |                     |
| 44 | 22         | «Врата ада, часть 2» «All Hell Breaks Loose, Part 2»                   | Ким Мэннерс      | Сюжет: Эрик Крипке и Майкл Мур Телесценарий: Эрик Крипке | 17 мая 2007      | 2,72                |
| Дин делает всё, чтобы воскресить Сэма. С помощью обнаруженной Эшем карты Сэм, Дин, Бобби и Эллен направляются на кладбище, чтобы помешать демону осуществить свой коварный план. Дин и Сэм получают помощь, откуда не ждали. Несмотря на то, что демон убит, его армия на свободе, и война только началась, поэтому у братьев Винчестеров снова есть работа.                                                          |            |                                                                        |                  |                                                          |                  |                     |

## Выпуск на DVD
| Сверхъестественное: Полный второй сезон | | | | | |
| Информация об издании | Информация об издании | Дополнительный контент | Дополнительный контент | Дополнительный контент | Дополнительный контент |
| - 22 серии; - Набор из 6 дисков; - английские, французские, испанские, португальские субтитры; - Формат изображения: Widescreen Anamorphic, 1.78:1; - Английская звуковая дорожка в Dolby Digital 5.1 Stereo. | - 22 серии; - Набор из 6 дисков; - английские, французские, испанские, португальские субтитры; - Формат изображения: Widescreen Anamorphic, 1.78:1; - Английская звуковая дорожка в Dolby Digital 5.1 Stereo. | - Аудиокомментарии: - «Когда придёт мой смертный час» — режиссёр Ким Мэннерс, Джаред Падалеки и Дженсен Эклс; - «Врата ада, часть 1» — создатель Эрик Крипке, режиссёр Роберт Сингер, автор сценария Сера Гэмбл; - Вырезанные сцены; - Пробы Джареда Падалеки на роль; - Сценарий серии «Врата ада, часть 2»; - Дополнительно для DVD-ROM: эксклюзивный сайт; - «Путевая карта дьявола» — интерактивный гид по сериям сериала (только на Blu-Ray). | - Аудиокомментарии: - «Когда придёт мой смертный час» — режиссёр Ким Мэннерс, Джаред Падалеки и Дженсен Эклс; - «Врата ада, часть 1» — создатель Эрик Крипке, режиссёр Роберт Сингер, автор сценария Сера Гэмбл; - Вырезанные сцены; - Пробы Джареда Падалеки на роль; - Сценарий серии «Врата ада, часть 2»; - Дополнительно для DVD-ROM: эксклюзивный сайт; - «Путевая карта дьявола» — интерактивный гид по сериям сериала (только на Blu-Ray). | - Аудиокомментарии: - «Когда придёт мой смертный час» — режиссёр Ким Мэннерс, Джаред Падалеки и Дженсен Эклс; - «Врата ада, часть 1» — создатель Эрик Крипке, режиссёр Роберт Сингер, автор сценария Сера Гэмбл; - Вырезанные сцены; - Пробы Джареда Падалеки на роль; - Сценарий серии «Врата ада, часть 2»; - Дополнительно для DVD-ROM: эксклюзивный сайт; - «Путевая карта дьявола» — интерактивный гид по сериям сериала (только на Blu-Ray). | - Аудиокомментарии: - «Когда придёт мой смертный час» — режиссёр Ким Мэннерс, Джаред Падалеки и Дженсен Эклс; - «Врата ада, часть 1» — создатель Эрик Крипке, режиссёр Роберт Сингер, автор сценария Сера Гэмбл; - Вырезанные сцены; - Пробы Джареда Падалеки на роль; - Сценарий серии «Врата ада, часть 2»; - Дополнительно для DVD-ROM: эксклюзивный сайт; - «Путевая карта дьявола» — интерактивный гид по сериям сериала (только на Blu-Ray). |
| Даты выхода на DVD | | | | | |
| Регион 1 | Регион 1 | Регион 2 | Регион 2 | Регион 4 | Регион 4 |
| 11 сентября 2007 | 11 сентября 2007 | 29 октября 2007 | 29 октября 2007 | 3 октября 2007 | 3 октября 2007 |
| Даты выхода на Blu-Ray | | | | | |
| Регион A | Регион A | Регион A | Регион B | Регион B | Регион B |
| 14 июня 2011 | 14 июня 2011 | 14 июня 2011 | — | — | — |